# Lycosa approximata
Lycosa approximata este o specie de păianjeni din genul Lycosa, familia Lycosidae. A fost descrisă pentru prima dată de O. P.-cambridge, 1885. Conform Catalogue of Life specia Lycosa approximata nu are subspecii cunoscute.